# Falko Grube

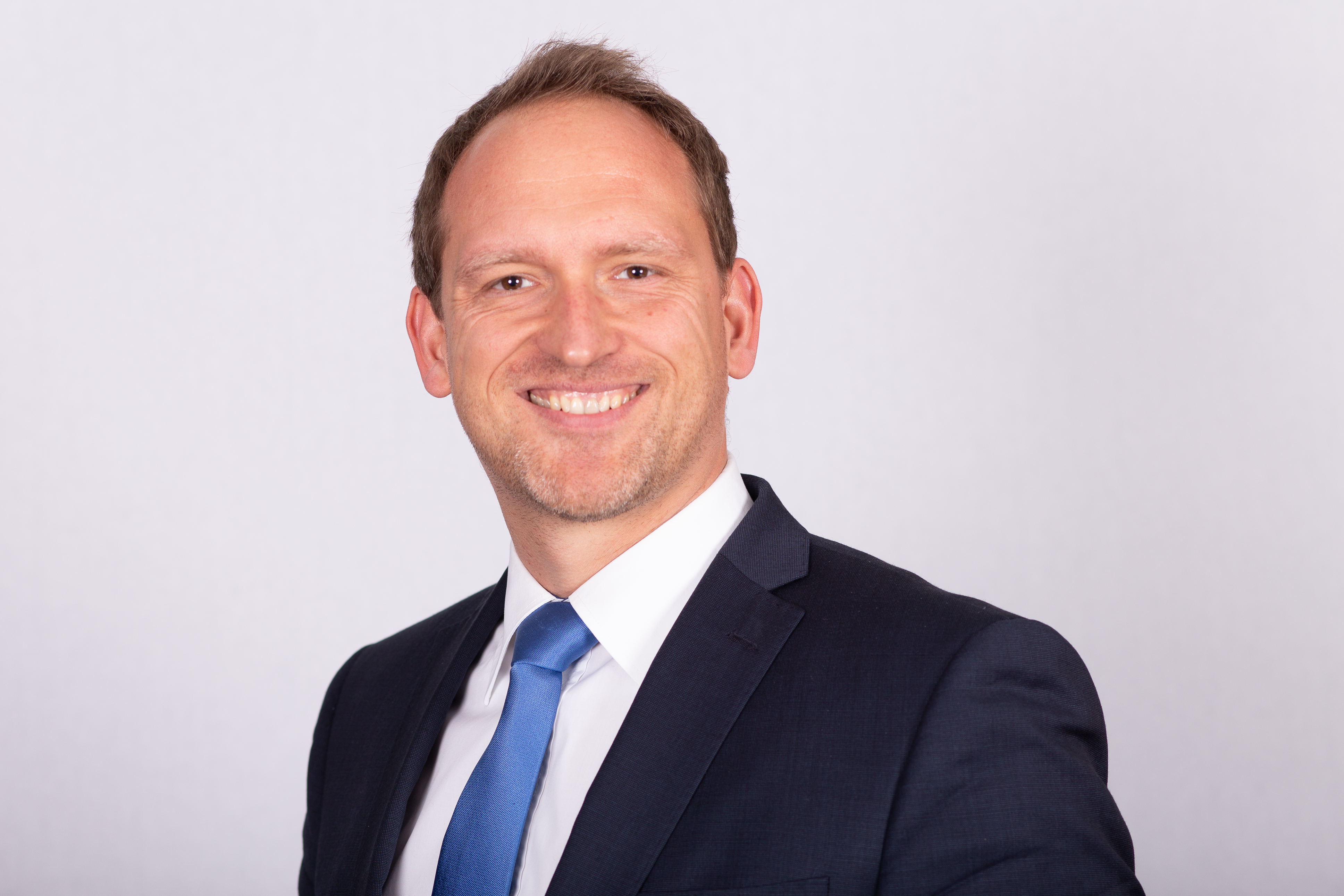
Falko Grube 2018

Falko Grube (* 20. März 1977 in Magdeburg) ist ein deutscher Politiker (SPD). Er ist seit 2016 Abgeordneter im Landtag von Sachsen-Anhalt.

## Biografie
Falko Grube legte 1995 das Abitur am Werner-von-Siemens-Gymnasium in Magdeburg ab und leistete im Anschluss Zivildienst. 1996 nahm er ein Studium der Volkswirtschaftslehre, Politikwissenschaft und Geschichte an der Universität Magdeburg auf, das er 2003 mit dem Magister Artium abschloss. 2010 wurde er an der Magdeburger Universität mit dem Dissertationsthema Menschenrechte als Ideologie zum Dr. phil. promoviert.
Grube ist beruflich seit 2003 für die SPD tätig, zunächst bis 2007 als Fraktionsassistent im Stadtrat von Magdeburg und ab 2006 als Büroleiter der Fraktionsvorsitzenden im Landtag von Sachsen-Anhalt Katrin Budde. Danach war er bis 2015 Pressesprecher der dortigen SPD-Fraktion. Von 2015 bis zu seinem Einzug in den Landtag war er als Referent im Kultusministerium des Landes Sachsen-Anhalt beschäftigt.

## Politik
Grube gehört der SPD seit 1999 an. Er war von 2002 bis 2004 stellvertretender Landesvorsitzender der Jusos in Sachsen-Anhalt und ist seit 2010 Vorsitzender der SPD Magdeburg. Seit 2014 hat er ein Mandat im Stadtrat von Magdeburg inne. Am 18. Mai 2016 rückte er für den ins Ministeramt gewechselten Jörg Felgner in den Landtag nach. In der 7. Legislaturperiode war Grube Mitglied des Ausschusses für Landesentwicklung und Verkehr sowie des Ausschusses für Bildung und Kultur. Bei der Landtagswahl in Sachsen-Anhalt 2021 wurde er über die Landesliste erneut in den Landtag gewählt. In der 8. Legislaturperiode ist er stellvertretender Fraktionsvorsitzender und Vorsitzender des Ausschusses für Infrastruktur und Digitales.